# August Haußleiter

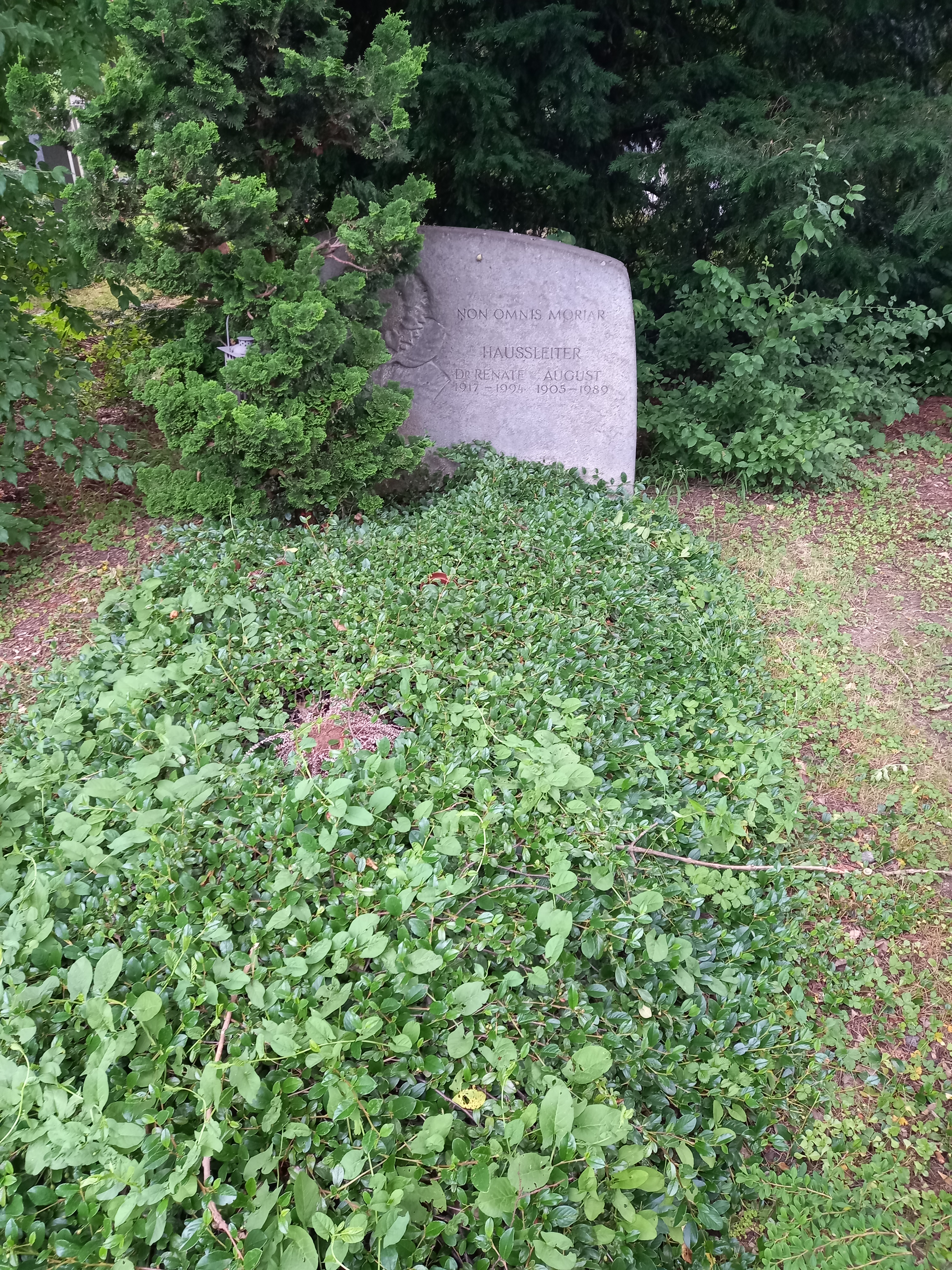
Das Grab von August Haußleiter und seiner Ehefrau Renate Haußleiter-Malluche, geborene Münzberg, auf dem Westfriedhof (München)

August Haußleiter (* 5. Februar 1905 in Nürnberg; † 8. Juli 1989 in München), auch bekannt unter dem Pseudonym Karl Konstantin, war ein deutscher Politiker und Journalist. Er war Mitgründer und Landtagsabgeordneter der Christlich-Sozialen Union (CSU) 1946–1949, gründete 1949 die national-neutralistische Deutsche Gemeinschaft, beteiligte sich 1965 an der Gründung der Aktionsgemeinschaft Unabhängiger Deutscher (AUD) und 1979–80 an der Gründung der Grünen.

## Leben

### Vor 1945
Für die Zeit vor 1945 ist über Haußleiters Leben wenig Gesichertes bekannt. Die Angaben beruhen zum nicht geringen Teil auf Eigenangaben Haußleiters beziehungsweise auf parteioffiziellen Darstellungen der Deutschen Gemeinschaft, die nicht durchweg bestätigt werden konnten. Haußleiter ließ zudem über seine Vergangenheit recht unterschiedliche Versionen verbreiten.
August Haußleiter war Sohn eines protestantischen Pfarrers und wuchs in Nürnberg auf. Laut Eigenangaben verlor er als Jugendlicher seine Eltern und war Vollwaise. Haußleiter wurde früh politisch aktiv und schloss sich als Gymnasiast „nationalen Wehrverbänden“ an. Dabei war er auch in militante Auseinandersetzungen verwickelt. Als „15-jähriger wurde er zum ersten Mal bei einer schweren politischen Auseinandersetzung von der Polizei festgenommen“. Aus der Weimarer Zeit ließ Haußleiter 1957 Folgendes über sich veröffentlichen:

„In den bürgerkriegsähnlichen Zuständen jener Jahre hielt es ihn nicht zu Hause. Die großen ‚Deutschen Tage‘ in Nordbayern sahen ihn als einen der jungen Vorkämpfer der nationalen Bewegung jener Jahre, und der Zusammenbruch des 9. November 1923 [Hitler-Ludendorff-Putsch] trafen den damals Achtzehnjährigen bis ins Herz. (…) Er hat damals eines gelernt: Man muss nüchtern bleiben, und man muss die Feindstärke richtig beurteilen, wenn man dauernde Ergebnisse im politischen Kampfe erzielen will.“

Während Richard Stöss und der Journalist Martin A. Lee davon ausgehen, dass Haußleiter am niedergeschlagenen Hitlerputsch teilnahm, wertet Silke Mende das autobiographische Zitat (oben) lediglich als Indiz dafür, dass Haußleiter schon früh „Anschluss an nationalistische Gruppen suchte“.
Nach dem Abitur studierte Haußleiter in Erlangen Theologie und Philosophie und verdiente sich seinen Lebensunterhalt als Werkstudent. 1924 wurde er Mitglied des Corps Onoldia Erlangen. Laut verschiedenen Quellen wurde Haußleiter vor 1933 Mitglied der nationalliberalen Deutschen Volkspartei. Richard Stöss, der dies 1980 ebenfalls so darstellte, recherchierte nach und kam 1983 zu dem Schluss: „Er hegte zwar Sympathien für Stresemann und dessen Deutsche Volkspartei (DVP), schloß sich den Nationalliberalen aber nicht an.“
Ab 1928 arbeitete Haußleiter als Wirtschafts- und politischer Redakteur (Schriftleiter) beim Fränkischen Kurier. Die vormals bürgerliche Zeitung wandelte sich nach 1918 zum republikfeindlichen, teilweise antisemitischen, „nationalistischen Blatt“ und war so ein indirekter Wegbereiter des Nationalsozialismus, auch wenn die Nationalsozialisten die Zeitung vor 1933 als „Papen-Blatt“ kritisierten. (Gemeint ist der Reichskanzler Franz von Papen (Kanzlerschaft 1. Juni 1932 – 17. November 1932), ein enger Vertrauter Hindenburgs.) Nach 1933 zog die Zeitung ernsthafte Kritik von Seiten der Nationalsozialisten nur vereinzelt auf sich. Sie warfen ihr eine „kirchenfreundliche Haltung“ vor. Haußleiter verfasste im Fränkischen Kurier „eine Reihe den Nationalsozialismus und selbst dessen antisemitische Politik rechtfertigende“ Artikel.
Richard Stöss zufolge wäre Haußleiter im politischen Spektrum der Weimarer Republik am ehesten der Konservativen Revolution zuzuordnen. Einer seiner langjährigen politischen Weggefährten habe ihn als „Adepten“ des Tat-Kreises beschrieben, der dadurch „zu letztlich jenen“ gehörte, „denen einerseits die Nazis viel zu laut, viel zu ordinär, viel zu kenntnislos, viel zu ungebildet waren, und vor der entfesselten nationalistischen Dynamik grauste“. Stöss betonte: „August Haußleiter war kein Nazi.“ Laut Silke Mende bezeichnete er sich in Anlehnung an Otto Strasser als „deutscher Sozialist“.
Haußleiter geriet in eine heftige Auseinandersetzung mit dem in Nürnberg residierenden Gauleiter Julius Streicher. Dieser erwirkte 1940 Haußleiters Ausschluss aus dem Fränkischen Kurier.
Nach Angaben des Spiegel war Haußleiter „unfreiwilliger Urheber des Verbotes der Kunstkritik durch Goebbels, das nach einem von ihm unternommenen Angriff auf einen Günstling Streichers ausgesprochen wurde“. Laut wissenschaftlichen Darstellungen neuester Zeit stand das durch Goebbels am 27. November 1936 im Völkischen Beobachter verkündete Verbot der Kunstkritik im Zusammenhang mit einer Verschärfung der nationalsozialistischen Kontrolle der Kultur.
1940 wurde Haußleiter in die Wehrmacht einberufen und erlebte den Zweiten Weltkrieg als Stabsmitarbeiter des XIII. Armeekorps, wo er 1942 an der Ostfront schwer verwundet wurde. 1942 veröffentlichte er das Buch An der Mittleren Ostfront. Laut Stöss verherrliche dieses Buch den von den Nationalsozialisten begonnenen Krieg gegen die Sowjetunion. Später wurde er an die Westfront versetzt und geriet 1945 in amerikanische Kriegsgefangenschaft. Kittel (2002) beschreibt Haußleiters Haltung im Dritten Reich als typisch für national-liberal-protestantische Persönlichkeiten, die „das schreckliche Gesicht des Nationalsozialismus meist recht früh erkannt und sich dann entschieden von ihm abgewandt haben.“

### Nach 1945
Nach Rückkehr aus der Kriegsgefangenschaft arbeitete Haußleiter 1945 als Lehrer an einer Schule in Neudrossenfeld. Er war 1946 Mitbegründer der CSU in Kulmbach und unterstützte die interkonfessionelle, liberal-konservative und gemäßigt föderalistische Strömung innerhalb der Partei, in der er „das protestantische Element aus Franken repräsentierte“. Im gleichen Jahr wurde er Mitglied der Verfassunggebenden Landesversammlung in Bayern und war für die CSU bis 1949 Mitglied des Landtages sowie Mitglied des Landesvorstands und des geschäftsführenden Landesvorstands der CSU. 1946/1947 und 1948/1949 war er zudem Mitglied des Vorstands der CSU-Landesfraktion.
Am 25. Juni 1947 wurde Haußleiter sein Landtagsmandat durch Mehrheitsentscheidung im Landtag aberkannt, weil in seinen Veröffentlichungen und hier vor allem in seinem Buch An der mittleren Ostfront militaristisches und nationalsozialistisches Gedankengut gesehen wurde.  Dagegen klagte Haußleiter vor dem Bayerischen Verfassungsgericht und erhielt, nachdem er von der Spruchkammer in Kulmbach entlastet worden war, sein Mandat am 16. Januar 1948 zurück. Am 29. Februar 1948 wurde Haußleiter zum stellvertretenden Vorsitzenden der CSU gewählt.
Aufgrund interner Differenzen zwischen den verschiedenen Flügeln trat Haußleiter im September 1949 aus der CSU aus. Seinen Absprung aus der CSU bereitete er im Januar 1949 in Braunschweig als Mitgründer der Deutschen Union (DU) vor. Das Programm der DU wurde von Haußleiter und Gerhard Krüger gemeinsam verfasst. Zusammen mit Ferdinand Fried vom „Tatkreis“ gab Haußleiter die DU-Wochenzeitschrift Die deutsche Wirklichkeit (DW) heraus.
Aus einer zunächst als Plattform für eine soziale Reformbewegung gedachten Gründung am 18. September 1949 in Frankfurt, bei der für die Deutsche Union Haußleiter anwesend war, entstand schließlich auf Initiative Haußleiters die Partei Deutsche Gemeinschaft (DG), deren Politik er als Wortführer maßgeblich bestimmte.
In Bayern setzte sich Haußleiter für einen Zusammenschluss der DG mit dem Bund der Heimatvertriebenen und Entrechteten (BHE) ein. Nach dem Zusammenschluss und einer Kooperationsvereinbarung für die Landtagswahlen von DG und BHE am 10. Oktober 1950 zog eine sechsköpfige DG-Fraktion in den Landtag ein – Haußleiter war bis 1952 Fraktionsvorsitzender und noch bis 1954 Mitglied des Landtags.
Im Laufe des Jahres 1952 löste sich die bayerische DG-Fraktion durch Abwanderung zu anderen Parteien auf, parallel zum Verlust der Anhängerschaft unter den Vertriebenen. Übrig blieben seine spätere Ehefrau Renate Malluche und Haußleiter selbst.
In Anbetracht des absehbaren Verbotes der Sozialistischen Reichspartei (SRP) initiierte Haußleiter am 4. Oktober 1952 ein Treffen mit Karl-Heinz Priester als Vorsitzendem der Deutschen Sozialen Bewegung (DSB) und SRP-Vertreter sowie mit Werner Boll von der Deutschen Reichspartei (DRP), um ein SRP-Auffangbecken zu gründen. Haußleiter schrieb in dieser Zeit Beiträge für die nazistische Zeitschrift Nation und Europa.
Zur Bundestagswahl 1953 rief Haußleiter das Wahlbündnis Dachverband der Nationalen Sammlung (DNS) ins Leben. Wichtigste Partner waren Karl-Heinz Priester (DSB) und Karl Meißner (Deutscher Block). Das Bündnis erhielt 0,3 Prozent der Stimmen.
Als sich 1965 auf das Bestreben von Hermann Schwann ein erfolgversprechendes national-neutralistisches Wahlbündnis zu bilden begann, beteiligte sich Haußleiter mit seiner DG an der Aktionsgemeinschaft Unabhängiger Deutscher. Haußleiter gab seit 1967 die AUD-Parteizeitung Die Unabhängigen, die bis 1979 inhaltsgleich mit zwei Köpfen: Die Unabhängigen und Deutsche Gemeinschaft erschien, heraus.
Zur Europawahl 1979 bildeten die AUD, die Grüne Liste Umweltschutz, die Grüne Aktion Zukunft, die Grüne Liste-Schleswig-Holstein und kleinere Gruppen die „Sonstige politische Vereinigung Die Grünen“. Haußleiter gab die Wahlkampfzeitung Die Grünen heraus, und ab diesem Zeitpunkt erschien seine Zeitung auch mit diesem Kopf, der den früheren Kopf Deutsche Gemeinschaft ersetzte. Haußleiter wurde einer ihrer Sprecher. Haußleiter wurde am 23. März 1980 auf einem Kongress der Partei Die Grünen in Saarbrücken zu einem der Sprecher der neuen Partei gewählt. Die Grünen traten am 5. Oktober 1980 erstmals zu einer Bundestagswahl an.
Am 24. April 1980 sendete das Politik-Fernsehmagazin Monitor einen Beitrag über Haußleiter mit Verweis auf sein Kriegstagebuch, mit Filmaufnahmen von einem Parteitag der Deutschen Gemeinschaft (Göttingen 1957), mit einigen Haußleiter-Zitaten aus den frühen 1950er Jahren und der These, Haußleiter sei ein Nationalsozialist. Haußleiter selbst hielt dies für eine zu erwartende Kampagne gegen die neue Partei, die jeden anderen auf die eine oder andere Art getroffen hätte. Er trat im Juni 1980, in Absprache mit dem Bundeshauptausschuss, auf der nächsten Versammlung der Grünen in Dortmund zurück. Die abgesprochene Parteitagsregie funktionierte: Sein Nachfolger wurde der bayerische AUD-Landesvorsitzende Dieter Burgmann.
Haußleiter war mit der Ärztin und Politikerin Renate Haußleiter-Malluche verheiratet, die zeitweise Schatzmeisterin der bayerischen Grünen war. Er gab weiterhin die Wochenzeitung Die Grünen heraus.
Nach der Landtagswahl 1986 zogen die Grünen erstmals in den Bayerischen Landtag ein. Einer der 15 Grünen-Abgeordneten war Haußleiter. 1987 legte er sein Mandat aus gesundheitlichen Gründen nieder.

### Heutige Bewertung
Ralf Fücks, Mitgründer des Berliner Thinktanks Zentrum Liberale Moderne, der selbst von den K-Gruppen kam und 1982 zu den Grünen stieß, erklärte 2019 aus der Rückschau in einem Interview, Haußleiter sei „Nazi-Journalist gewesen und einer der ersten Parteivorsitzenden“ der Grünen, und ihm sei Haußleiters Rhetorik schon vor seinem eigenen Parteibeitritt „übel aufgefallen“.

## Schriften
- An der mittleren Ostfront. Ein deutsches Korps im Kampf gegen die Sowjets. Zeichnungen von Josef Sauer, hrsg. Stellvertretendes Generalkommando des XIII. Armeekorps im Auftrag eines fränkischen Armeekorps, gestaltet von August Haußleiter. J.L. Schrag Verlag, Nürnberg 1942.
- Kulturpolitik der Union. Warum Bekenntnisschule? Die Union zur Frage Staat und Kirche. Zusammen mit Wolfgang Prechtl. Zwei Reden zur neuen bayerischen Verfassung. München 1946.
- Wer finanzierte Hitler? (Unter dem Pseudonym Karl Konstantin). (= Beiträge zum liberalen Sozialismus. H. 6). Also-Druck u. Verlag, Freising 1970.
- Bewußtseinswandel bei konstanten Positionen. Manuskript, o. O., o. J. (1980).
- Der Sturz des „Ochsensepp“. In: Michael Schröder: Bayern 1945: Demokratischer Neubeginn, Interviews mit Augenzeugen. München 1985, S. 90–103.